# 佐久間健三郎
佐久間 健三郎（さくま けんざぶろう）は、江戸幕府の幕臣。別名：長興（おさおき）、後名：健叟（けんそん）。佐久間長敬と原胤昭の父。江戸の南町奉行所の吟味方与力で、天保15年（1844年）時点で禄高は150石5人扶持。「鬼」と綽名された。後に処罰されることになった弘化2年（1845年）当時は、南町奉行所の四番組に属する与力だった。

## 略歴
細谷平次兵衛の四男として生まれ、伯父である佐久間彦太夫の養子となる。
健三郎の次男・原胤昭によれば、健三郎の取り調べは、「審理に当つて詰問惨酷、激励大音、声を荒らヽげるに至つては、声音正しく往還通行人の耳を突ん裂く事があつた。その猛勢を聞き伝へ市民恐れ戦いて鬼とあざなした」とある。
天保期に行われた印旛沼の堀割普請は、上司である南町奉行・鳥居耀蔵が責任者の1人となり、普請所の治安維持のため配下の与力・同心を遣わすことになった。健三郎は、同僚の与力・中田新太郎と原善左衛門、同心の小倉朝五郎、加藤太左衛門、小林藤太郎、大沢藤九郎、五島五郎兵衛、川上紋五郎らとともに普請所の見回りを担当することになった。
鳥居の失脚後、教光院事件における鳥居の審判に不審を抱きながら、それを見過ごしたことを責任に問われ、同僚の与力・原鶴円とともに30日の押込処分を受けた。
遠山景元が南町奉行に就任した翌月の弘化2年（1845年）4月19日に入牢となり、同年10月3日に「御暇」となった。